# کوکرئوس دو سول
کوکرئوس دو سول (به پرتغالی: Coqueiros do Sul) یک منطقهٔ مسکونی در برزیل است که در ریو گرانده جنوبی واقع شده‌است. کوکرئوس دو سول ۲۷۷٫۶ کیلومتر مربع مساحت و ۲٬۲۸۶ نفر جمعیت دارد و ۶۰۱ متر بالاتر از سطح دریا واقع شده‌است.